# Ordem Rosacruz de Alpha et Omega
A Ordem Rosacruz de Alpha et Omega, foi uma organização iniciática nascida no seio da Ordem Hermética da Aurora Dourada (Golden Dawn).

## História
A Ordem foi criada, possivelmente em 1888, por Samuel Liddell MacGregor Mathers, na  sequência de uma rebelião dos membros da Golden Dawn contra sua autoridade, e de um escândalo público que mergulhou em descrédito o nome da Aurora Dourada.
Mathers reuniu o ramo da Golden Dawn que permanecera fiel à sua liderança, denominando-o  "Alpha et Omega", título geralmente abreviado para "AO".
Um dos membros mais famosos da Alpha et Omega foi Dion Fortune (Violet Mary Firth Evans) que,  todavia, acabou conflitando com Moina Marthers e sendo expulsa, vindo a fundar sua própria organização:  "The Inner Light".
Após a morte de Mathers,  em 1918, sua esposa, Moina Mathers, assumiu o comando da Ordem, exercendo a função de "Imperatrix", até sua morte, em julho de 1928.